# کینگزبریج
longitudeکینگزبریجlatitudeکینگزبریج
کینگزبریج (به انگلیسی: Kingsbridge) یک شهر بازاری در بریتانیا است که در South Hams واقع شده‌است.

## نگارخانه

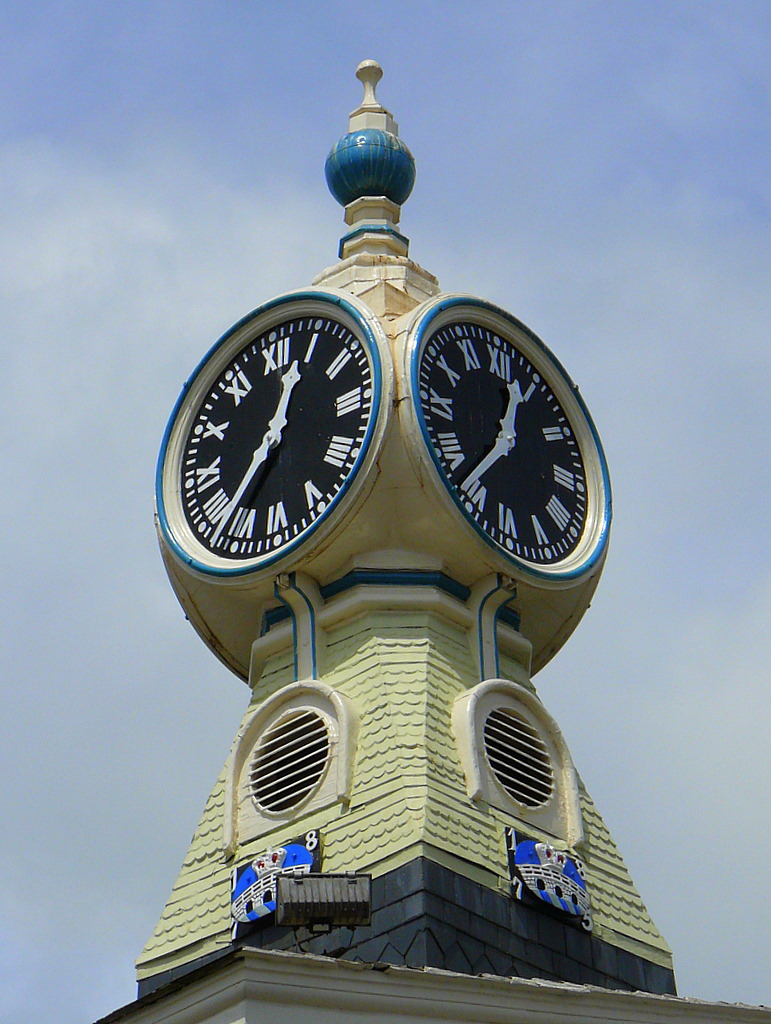
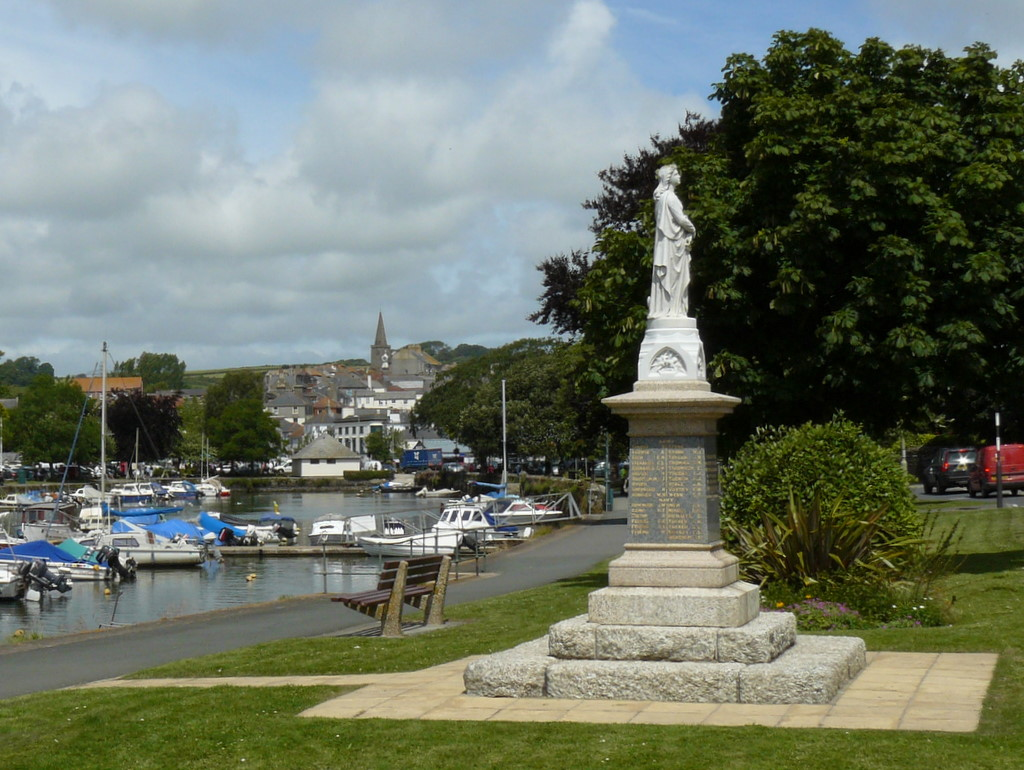

## خصوصیات
کینگزبریج ۵٬۴۲۱ نفر جمعیت دارد.